# Кубок Ліхтенштейну з футболу 1958—1959
Кубок Ліхтенштейну з футболу 1958—1959 — 14-й розіграш кубкового футбольного турніру в Ліхтенштейні. Титул здобув Вадуц.

## 1/2 фіналу
| Команда 1 | Рахунок | Команда 2 |
| --------- | ------- | --------- |
| Бальцерс  | 3–5     | Трізен    |
| Вадуц     | 4–2     | Шан       |

## Фінал
| 8 вересня 1959 |

| Вадуц | 3–0 | Трізен |
| ----- | --- | ------ |
|       |     |        |

| Вадуц |